# Perlego
Perlego es una biblioteca digital en línea que se enfoca en el préstamo de libros electrónicos académicos, profesionales y de no ficción. Es un servicio basado en suscripción que ofrece a los usuarios acceso ilimitado a estos textos durante la duración de su suscripción. Evening Standard los catalogó como “el Spotify de los libros de texto”. Perlego tiene su sede en Londres, pero está disponible para usuarios de todo el mundo.

## Historia
Perlego fue fundada en 2017 por Gauthier Van Malderen y Matthew Davis, ambos belgas, como respuesta a la creciente inflación de los precios de los libros de texto. Buscaban poder ofrecer una alternativa asequible al alto costo de comprar libros de texto universitarios, mientras ayudaban a los editores a recuperar la participación de mercado perdida por la piratería. Van Malderen, con formación académica en negocios y economía, ya había fundado dos empresas antes que Perlego, y Davis tenía una amplia experiencia en tecnología de software y creación de sitios web.

### Fondos
Perlego fue inicialmente un proyecto autofinanciado. Su financiación inicial surgió de las ganancias obtenidas de la empresa comercial anterior de Gauthier: Iconic Matter. En enero de 2017, Perlego recaudó 850 000 libras esterlinas en una ronda de financiación inicial. Esta fue dirigido por inversionistas ángeles del Reino Unido, Bélgica y Francia, con el fundador de Zoopla, Alex Chesterman, y el fundador de LoveFilm, Simon Franks, como participantes notables. En septiembre de 2018, Perlego recaudó otros £3 500 000 en una ronda de riesgo liderada por Accelerated Digital Ventures, con una mayor participación de sus inversores ángeles existentes. En noviembre de 2019, Perlego cerró su ronda de recaudación de fondos Serie A, habiendo recaudado un total de £7,000,000. La recaudación de fondos estuvo a cargo de Charlie Songhurst, Dedicated VC, y Thomas Leysen (Presidente de Mediahuis y Umicore), y todos los inversores existentes de Perlego reinvirtieron de manera prorrateada. En marzo de 2022, Perlego cerró su ronda de recaudación de fondos Serie B, recaudando $50,000,000. La ronda estuvo liderada por Mediahuis Ventures.

## Servicios
La biblioteca de Perlego contiene actualmente más de 1 000 000 de títulos en inglés, italiano, español, francés y alemán, que abarcan más de 900 disciplinas distintas, desde aeronáutica hasta zoología. Perlego trabaja con más de 3000 editoriales que brindan contenido para el servicio, incluidas importantes editoriales académicas como Wiley y Bloomsbury.
El servicio está disponible tanto en computadoras de escritorio como en dispositivos móviles. Los usuarios pueden acceder a los títulos a través de su navegador o descargar la aplicación en dispositivos móviles y tabletas, en los que también es posible descargar los libros para leerlos sin conexión. Además de la funcionalidad de lectura, Perlego también ofrece varias herramientas de aprendizaje, que consisten en la capacidad de resaltar el texto y tomar notas como sería posible con un libro de texto físico.
Perlego se asoció con la Universidad de West London en 2022 para proporcionar su catálogo completo a todos los estudiantes de UWL.
En 2023, se asoció con el proyecto de Wikimedia #CadaLibroSuPúblico (#EveryBookItsReader), para ofrecer acceso gratuito a los participantes de la iniciativa, por tiempo limitado. Esto fue anunciado por la cuenta de Twitter de la campaña (@Every_Bk).